# Litauische Badmintonmeisterschaft 2021
Die Litauische Badmintonmeisterschaft 2021 fand vom 8. bis zum 9. Mai 2021 in Druskininkai statt. Es war die 59. Austragung der nationalen Titelkämpfe von Litauen im Badminton.

## Medaillengewinner
| Disziplin    | Gold                                | Silber                                    | Bronze                                 |
| ------------ | ----------------------------------- | ----------------------------------------- | -------------------------------------- |
| Herreneinzel | Mark Šames                          | Danielius Beržanskis                      | Edgaras Slušnys                        |
| Dameneinzel  | Vytautė Fomkinaitė                  | Viltė Paulauskaitė                        | Samanta Golubickaitė                   |
| Herrendoppel | Danielius Beržanskis Jonas Petkus   | Edgaras Slušnys Giedrius Dima             | Aivaras Kvedarauskas Mindaugas Dagilis |
| Damendoppel  | Rebeka Aleksevičiūtė Gabija Mockutė | Samanta Golubickaitė Vytautė Fomkinaitė   | Jogailė Kelečiūtė Monika Sukackaitė    |
| Mixed        | Mark Šames Vytautė Fomkinaitė       | Vilius Bagdanavičius Samanta Golubickaitė | Ignas Reznikas Rebeka Aleksevičiūtė    |